# Pristaulacus rufobalteatus
Pristaulacus rufobalteatus är en stekelart som först beskrevs av Cameron 1907.  Pristaulacus rufobalteatus ingår i släktet Pristaulacus och familjen vedlarvsteklar. Inga underarter finns listade i Catalogue of Life.